# Hohendorf (Vorpommern)
Hohendorf (Vorpommern) este o comună din landul Mecklenburg-Pomerania Inferioară, Germania.